# Мелкумян, Грант Славович
Грант Славович Мелкумян (род. 30 апреля 1989, Ереван) — армянский шахматист, гроссмейстер (2009).
В 2014 году победил на международном шахматном турнире «Рижский технический университет Опен» в Риге.

## Изменения рейтинга
| Графики недоступны из-за технических проблем. См. информацию на Фабрикаторе и на mediawiki.org. |